# 名侦探赛大爷
是2020年多国合拍纪录片，由梅特·阿尔贝蒂执导。影片讲述年迈的私家侦探赛尔吉奥卧底调查养老院的经历。影片于2020年1月25日在2020年圣丹斯电影节世界纪录片竞赛单元首映。在第93屆奧斯卡金像獎上，为智利选送参与奥斯卡最佳國際影片獎竞逐的作品，但止步于最终15强名单，最终获最佳纪录片提名。

## 发行
影片于2020年1月25日在圣丹斯电影节全球首映。2020年8月，Gravitas Ventures买下影片美国发行权，定于9月1日上映。2021年1月25日，美国公共广播电视公司《POV》节目播出该片。2020年12月10日，影片在荷兰上映，由Cinema Delicatessen发行。

## 评价
影片在汇总媒体烂番茄上有51条评论，新鲜度94%，平均得分7.5/10。网站共识写道：“《名侦探赛大爷》猛地提醒观众建立新的人际关系、展开新冒险永远不会迟，温馨之余也不乏幽默。”Metacritic收录13条评论，平均得分69/100，表示“普遍好评”。
《纽约时报》的格伦·肯尼（Glenn Kenny）给出正面评价：“片中的人让人很感动，传达出的效果感人肺腑、具人文关怀且值得注意。”RogerEbert.com的尼克·艾伦（Nick Allen）打出3/4星的评价，认为影片的成功之处在于它的柔情，生动地告诉我们社会是多么容易遗忘老人。

## 奖项
| 大奖                 | 典礼日前       | 奖项                 | 获得者                                    | 结果 | 参考   |
| -------------------- | -------------- | -------------------- | ----------------------------------------- | ---- | ------ |
| 奥斯卡金像奖         | 2021年4月25日  | 最佳纪录片           | 《名侦探赛大爷》                          | 提名 | [ 13 ] |
| 哥雅獎               | 2021年3月6日   | 最佳伊比利亚美洲电影 | 《名侦探赛大爷》                          | 提名 | [ 14 ] |
| 獨立精神獎           | 2021年4月22日  | 最佳纪录片           | 《名侦探赛大爷》                          | 提名 | [ 15 ] |
| 华盛顿特区影评人协会 | 2021年2月8日   | 最佳外语片           | 《名侦探赛大爷》                          | 提名 | [ 16 ] |
| 國家評論協會         | 2021年1月26日  | 五佳外语片           | 《名侦探赛大爷》                          | 獲獎 | [ 17 ] |
| 海南岛国际电影节     | 2020年12月12日 | 最佳纪录片           | 《名侦探赛大爷》                          | 提名 | [ 18 ] |
| 电影眼荣誉奖         | 2021年3月9日   | 观众选择奖           | 梅特·阿尔贝蒂                             | 提名 | [ 19 ] |
| 电影眼荣誉奖         | 2021年3月9日   | 杰出原创音乐         | 文森特·范·沃默丹（Vincent van Warmerdam） | 提名 | [ 19 ] |
| 电影眼荣誉奖         | 2021年3月9日   | 难以忘怀             | 塞尔吉奥·查米（Sergio Chamy）             | 獲獎 | [ 19 ] |